# Taki al-Din al-Nabhani
Taki al-Din al-Nabhani (àrab: تقي الدين النبهاني, Taqī d-Dīn an-Nabhānī) (prop de Haifa, 1907 - Beirut, 1977) fou un polític palestí fundador el 1952 del Partit Islàmic d'Alliberament (Hizb al-tahrir al-islam). Va estudiar al Caire retornant a Palestina el 1932 on va dedicar-se a l'ensenyament i va treballar pels tribunals islàmics. Després de la guerra va passar a Jordània i el 1952 va demanar autorització per fundar legalment el Partit Islàmic d'Alliberament que no li fou atorgada. Va emigrar a Síria el 1953 i el 1956 es va instal·lar a Beirut. El seu model era un estat islàmic universal amb una avantguarda que despertés la consciència de les masses i servís de guia pel seu enderrocament i substitució per un nou règim islàmic garant de la puresa ideològica. El moviment no va tenir mai gaire acceptació als diversos països on es va implantar, però les seves obres han influït molt en el modern islamisme.

## Llibres
- Saving Palestine - 1950[1]
- The Message of the Arabs - 1950
- The System for Society - 1950
- The Ruling System in Islam - 1953
- The Economic System In Islam - 1953
- The Social System in Islam -1953
- The Party Structure -1953
- The Concepts of Hizb ut-Tahrir - 1953
- The Islamic State - 1953
- The Islamic Personality (in three volumes) - 1960
- Political Concepts of Hizb ut-Tahrir - 1969
- Political View of Hizb ut-Tahrir - 1972
- Introduction to the Constitution or the Reasons That Make it Obligatory - 1963
- The Khilafah - 1967
- Presence of Mind - 1976
- A Burning Call to the Muslims from Hizb ut-Tahrir - 1965
- Thinking - 1973
- The Jurisprudence of Prayer